# Driselpoh
Sotesko Driselpoh je izdolbel istoimenski potok Driselpoh, ki je desni pritok reke Bače, ki teče skozi Baško grapo. 
Potok na svoji kratki poti ustvarja nekaj šumov in majhnih slapičev. Slapovi so majhni, najvišji doseže 7 metrov. Pri vhodu v sotesko stoji umetni jez, ki služi za umiritev vodnega toka pred prečkanjem regionalne ceste. Erozijska moč potoka Driselpoha je namreč zaradi kratke razdalje in velikega naklona, močna. Potok izvira pod južnim pobočjem Črne prsti (1844 m), ki je znana predvsem po botanični raznolikosti.
Impozanten je vhod v sotesko. Strme stene, ki se nevarno dvigajo nad makadamsko cesto, ki pelje skozi sotesko do edine kmetije, sežejo do 15 m visoko. Sestavljene so iz mehkih in krhkih plasti volčanskega apnenca (zgomjekredni tankoploščasti apnenec), ki je nastal z usedanjem v plitvem morju, podobno kot fliš. Plasti so debele do 10 cm ter zelo zgubane, prepokane, a videti še kar kompaktne. Levo in desno se v sotesko stekajo po izdolbenih žlebovih hudourniki, ki ob večjem deževju narasejo in padajo celo v več 10 m visokih slapovih. 

## Dostop
Soteska je zelo lahko dostopna. Po slabi cesti se da z avtom pripeljati vse do domačije, ki nosi isto ime kot soteska. Kar pa seveda ni priporočljivo. Primerneje je iti peš in med potjo opazovati zanimivo okolico, majhne slapove ter izoblikovanost kamnin, ki nas obdaja. Pot do najvišjega slapa je dolga dobrih 15 minut.

## Botanična zanimivost
V soteski Driselpoh je popisanih približno 300 rastlinskih vrst. Najpomembnejša je zavarovana kratkodlakava popkoresa, endemična rastlina, ki jo lahko najdemo le v Baški grapi in okoliških gorah podobne geološke sestave. Glede rastišča je precej izbirčna, raste le na suhih, sončnih in strmih, celo previsnih stenah, ki so značilne za Driselpoh.
- Začetni del soteske Driselpoh
- spodnji del toka
- kmetija Driselpoh
- Najvišji slap
- Kratkodlakava popkoresa